# Hot dog
Hot dog là một loại đồ ăn nhanh của Mỹ, là bánh mì (hot dog bun) kẹp xúc xích, thường có thêm mù tạt, nước sốt cà chua, hành, mayonnaise, gia vị có thể có hoặc không có dưa cải Đức (sauerkraut). Từ "dog" đã được sử dụng như từ đồng nghĩa với xúc xích từ năm 1884 và các cáo buộc cho rằng nhà sản xuất xúc xích sử dụng thịt chó đã có ít nhất từ năm 1845. Vào đầu thế kỷ 20, ở Đức, việc tiêu thụ thịt chó là bình thường. Những nghi ngờ xúc xích có chứa thịt chó "đôi khi chính xác"..

## Lịch sử
Người ta tin rằng những chiếc hot dog đầu tiên, còn được gọi là “xúc xích dachshund”, được một người nhập cư Đức bán tại một xe hàng thực phẩm ở New York vào những năm 1860. Vào khoảng năm 1870, một người nhập cư Đức khác tên Charles Feltman đã mở quầy hot dog đầu tiên trên đảo Coney, năm đó, ông đã bán được hơn 3.600 bánh mì xúc xích.
Tại Chicago năm 1893, triển lãm ở Colombia đã thu hút rất nhiều du khách, những người đã tiêu thụ số lượng lớn xúc xích được bán. Mọi người đều thích món ăn dễ ăn, tiện lợi và rẻ tiền này. Vì xúc xích là một trong những nét văn hóa đặc trưng của người Đức, nên có khả năng họ đã giới thiệu tập quán ăn xúc xích dachshund, mà ngày nay chúng ta gọi là hot dog được kẹp trong một chiếc bánh mì.